# Conde Drácula
El Conde Drácula es el protagonista de la novela homónima de horror gótico del escritor irlandés Bram Stoker, de 1897. Se le considera el vampiro prototípico y arquetípico en obras de ficción posteriores, que dio lugar a una larga lista de versiones del personaje en cine, cómics y teatro. 
En la creación del personaje, algunos consideran que ciertos aspectos del personaje están basados en Vlad III, el Empalador, también conocido como Vlad Drácula, príncipe de Valaquia del siglo XV; y por Sir Henry Irving, un actor de quien Stoker era su asistente personal.
También se dice que Stoker fue asesorado por el erudito en temas orientales Ármin Vámbéry.
Suele aparecer junto a sus “Novias de Drácula” y uno de los poderes más emblemáticos es su capacidad de convertir a otros en vampiros mordiéndolos e infectándolos con la enfermedad vampírica. A través de los años, se han añadido o alterado sus poderes originales, en obras de ficción posteriores, incluyendo películas y dibujos animados.

## El Drácula histórico
Debido a algunas novelas y versiones cinematográficas de Drácula, mucha gente piensa que Stoker basó su personaje en una figura histórica: Vlad Tepes, o Vlad "el Empalador", y en leyendas de vampiros que circulaban en Europa oriental. Pero en realidad Vlad vivió en el siglo XV y fue príncipe de Valaquia, (que junto con Moldavia y Transilvania constituyó el reino de Rumanía).

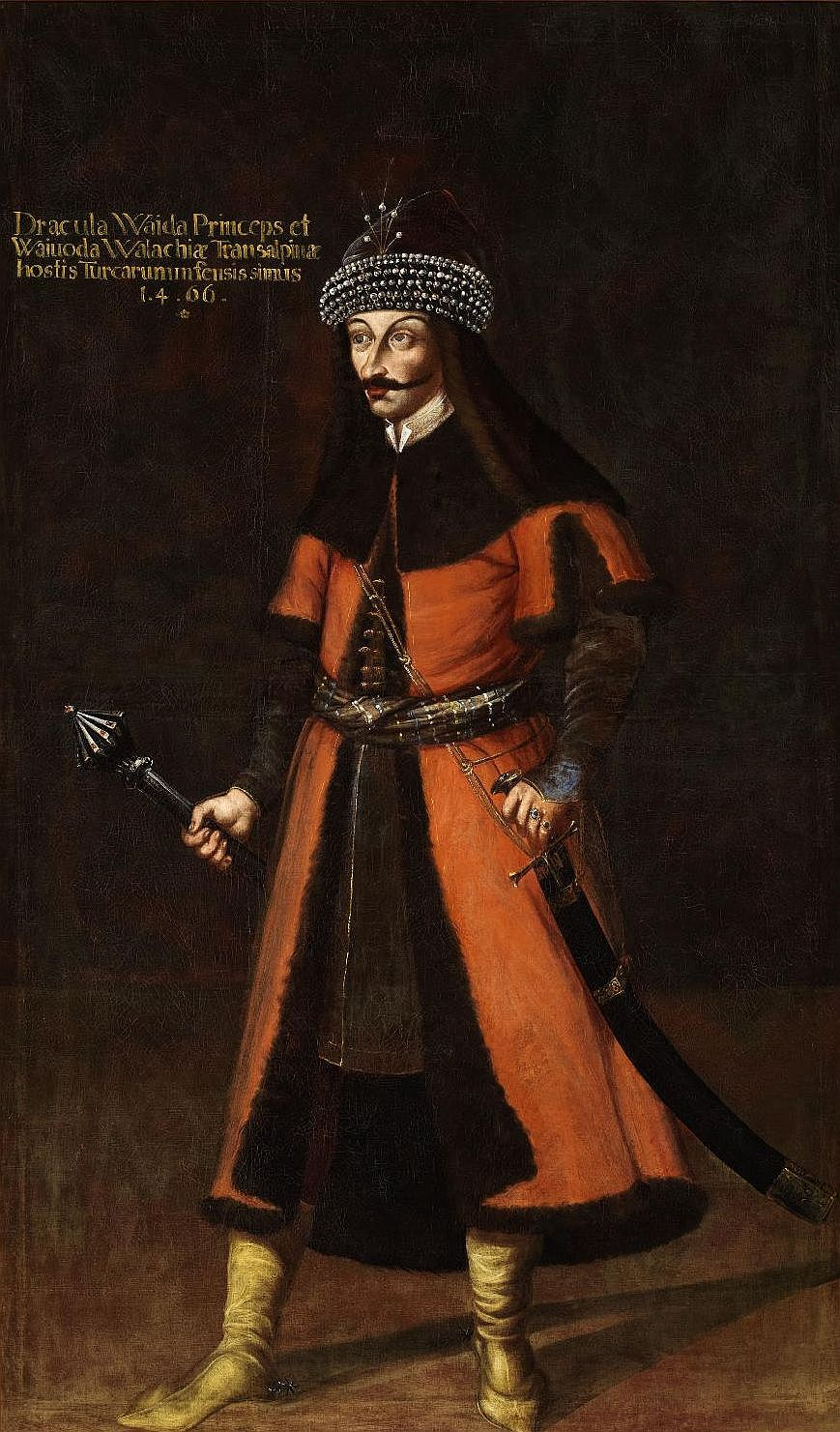
Retrato de Vlad Țepeș en la "Galería de los Ancestros" de la Casa de Esterházy,, Castillo Forchtenstein.

### Vlad Tepes
Desde muy pequeño, Vlad III mostró una fascinación morbosa por las mazmorras del castillo de su padre. Es un héroe en su tierra, por la resistencia feroz que opuso al avance de los otomanos. Sin embargo, fue extremadamente cruel con sus enemigos, a los que condenaba a la pena capital de empalamiento. Cuenta la historia, y de hecho hay grabados que lo avalan, que Vlad El Empalador echaba en un cuenco la sangre de sus víctimas y mojaba en ella el pan mientras comía.  El término Drácula deriva del rumano «dráculea», que significa «hijo de Drácul», nombre con el que se conocía a su padre, quien integraba la Orden del Dragón, fundada por el rey Segismundo I de Luxemburgo, y cuyo atuendo era una capa negra, luego popularizada en las películas.  A su vez, el término rumano «drácul» significa «diablo», pero en sentido que aquí traduciríamos por «fenómeno» o «experto» en algo.
En la Rumanía moderna, el castillo de Bran y la región en la que vivió este personaje son hoy en día un importante destino turístico.

#### Cuento corto

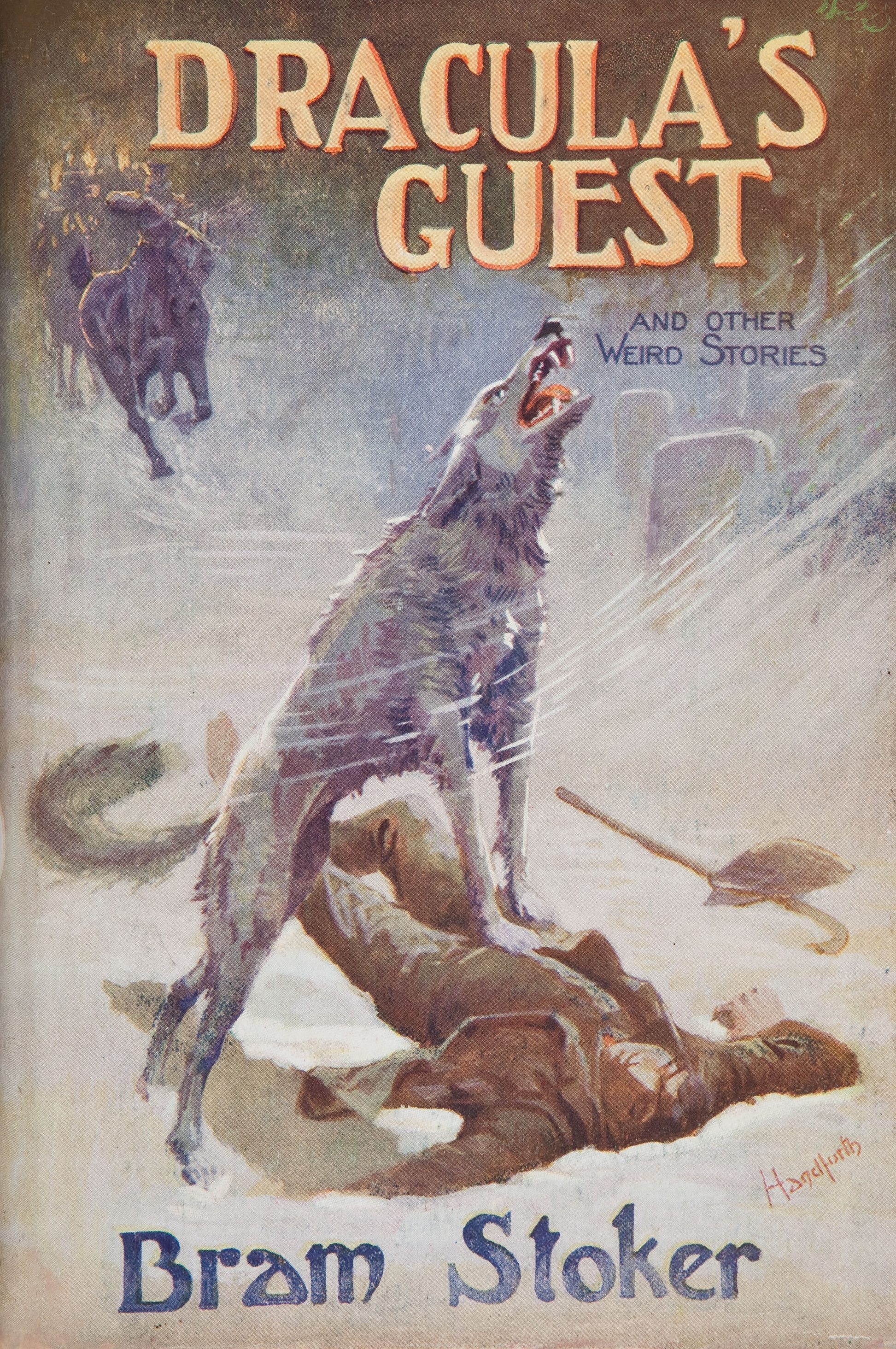
Cubierta de Dracula's Guest and Other Weird Stories, una colección de relatos cortos escrita por Bram Stoker

#### Novela

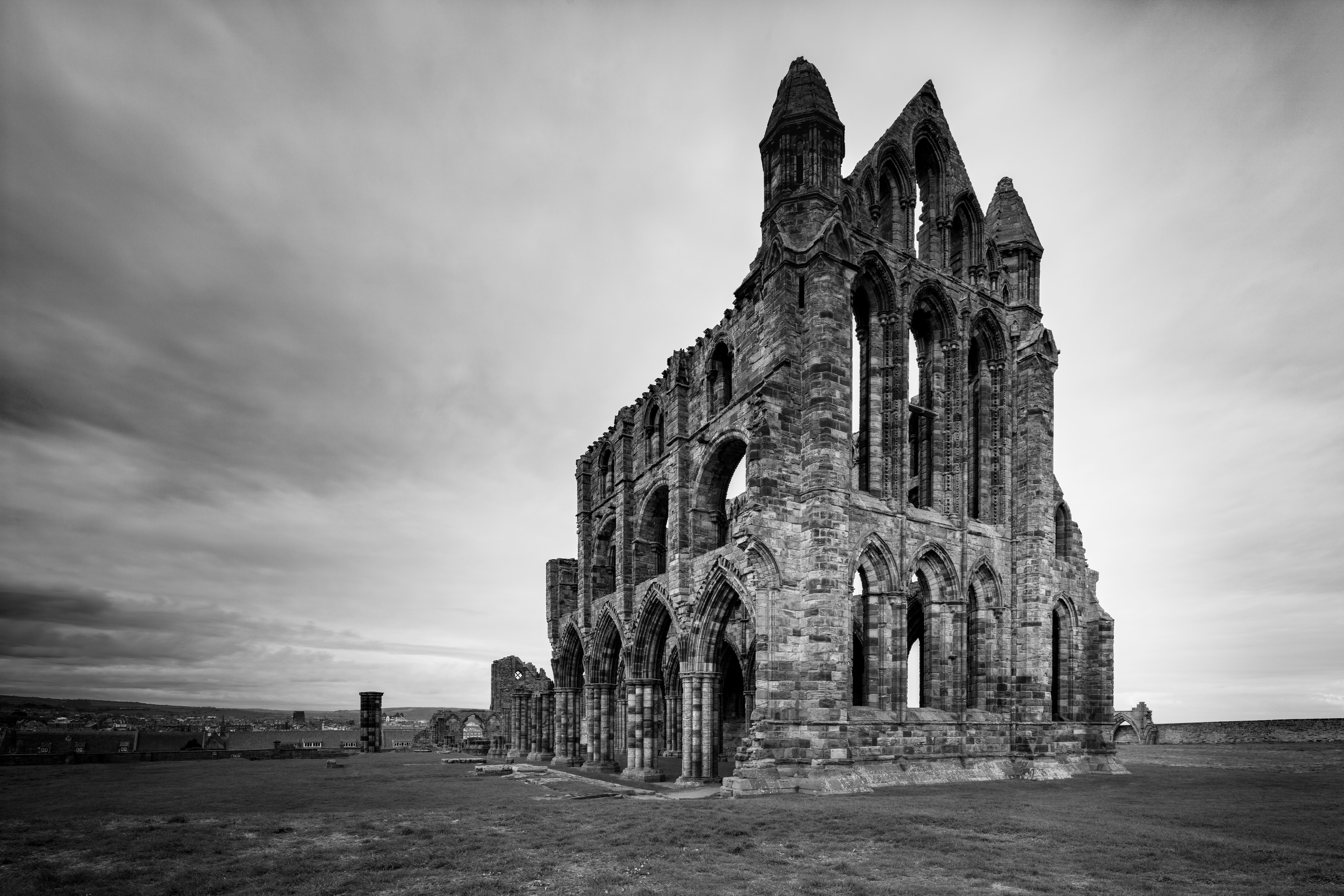
Ruinas de la Abadía de Whitby en Whitby. Como una criatura parecida a un gran perro que desembarca en el cabo de Whitby, el conde Drácula sube corriendo los 199 escalones hasta el cementerio de St Mary's Church, Whitby, a la sombra de las ruinas de la abadía.

## Drácula en la cultura popular

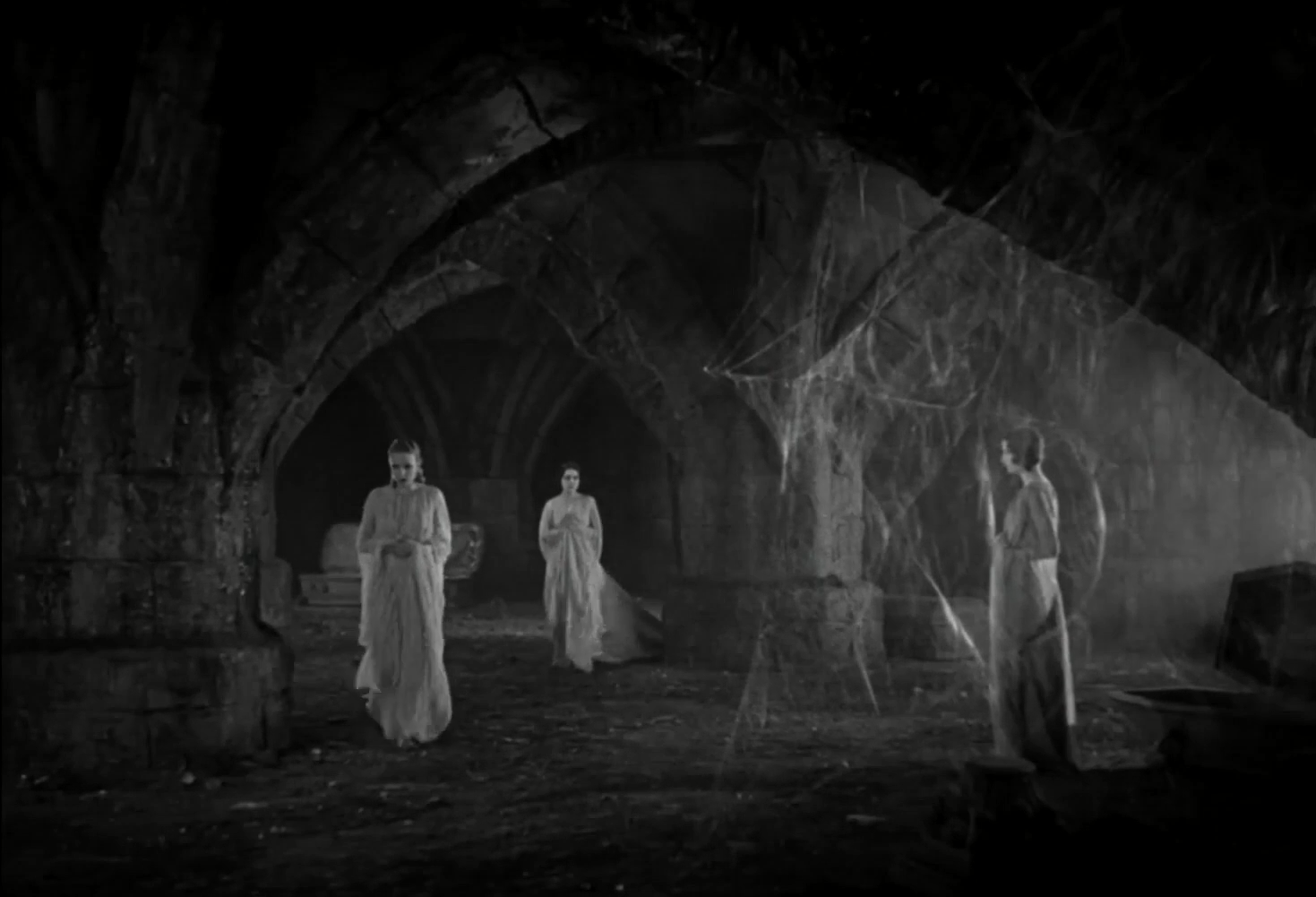
Las tres Novias de Drácula silenciosas en la película de 1931 Drácula.

### Filmografía

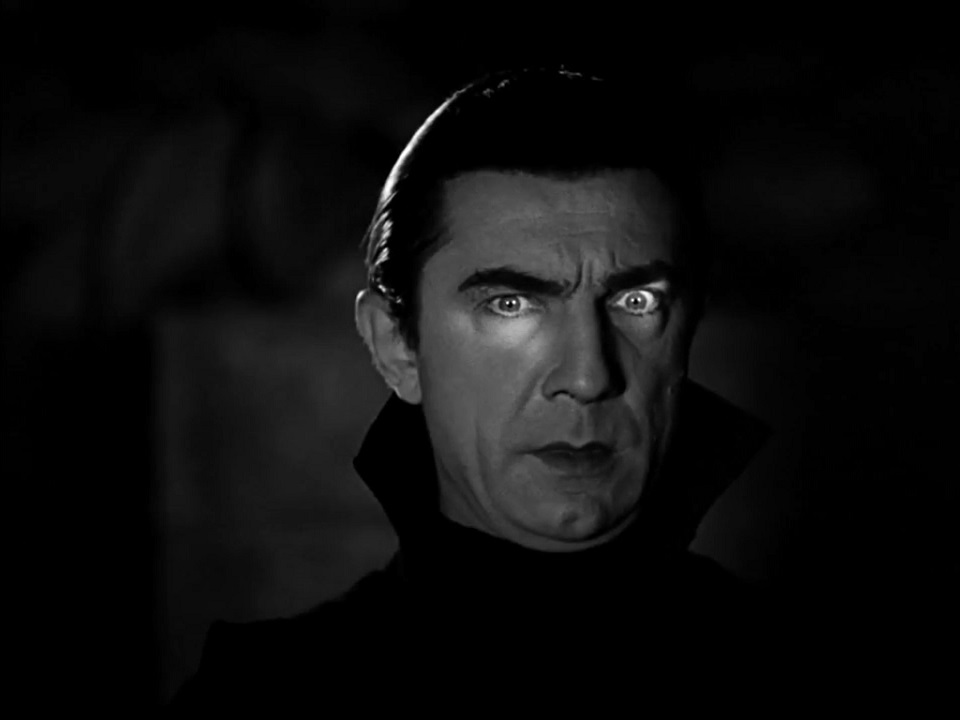
El Conde Drácula interpretado por Béla Lugosi en la película de 1931 Drácula.